# Mtama
Mtama è una circoscrizione mista (mixed ward) della Tanzania situata nel distretto rurale di Lindi, regione di Lindi. Conta una popolazione di 4 398 abitanti (censimento 2012).